# Operation Anklet
Operation Anklet, även kallad Andra Lofotsraiden, var en militäraktion under andra världskriget som planlades, leddes och genomfördes i regi av den brittiska militärenheten SOE. Operationen genomfördes under julen 1941 parallellt med Operation Archery (Måløyraidet). En fjärdedel av den 300 man stora styrkan var från Kompani Linge. Operation Anklet var först och främst iscensatt som en avledningsmanöver för den större Archery-operationen. Aktionen riktade sig mot mål i Reine och Moskenes i Lofoten.
Dessa båda räder var de första, större, kombinerade angreppen som SOE genomförde efter att Kompani Linge bildats. Då manskapet drog sig tillbaka mot Storbritannien, hade de sällskap av 266 norrmän som frivilligt anslutit sig, och flydde från Norge.